# Font Llun
La Font Llun és una font al municipi de Gavet de la Conca. És dins del territori del poble d'Aransís. És a 924 msnm, uns 400 metres al sud d'Aransís, a l'esquerra del barranc de Xércoles.